# Diecezja Santisimo Salvador de Bayamo y Manzanillo
Diecezja Santisimo Salvador de Bayamo y Manzanillo (łac. Dioecesis Sanctissimi Salvatoris Bayamensis-Manzanillensis) – rzymskokatolicka diecezja na Kubie należąca do metropolii Santiago de Cuba. Została erygowana 9 grudnia 1995 roku.

## Ordynariusze
- Dionisio García Ibáñez (1995 - 2007)
- Alvaro Julio Beyra Luarca (2007 -)